# مارينو كلينجر
مارينو كلينجر (بالإسبانية: Marino Klinger)‏ هو لاعب كرة قدم كولومبي في مركز الهجوم، ولد في 7 فبراير 1936 في بوينافينتورا في كولومبيا، وتوفي في 19 مايو 1975 في مدينة كالي في كولومبيا بسبب حادث مرور. شارك مع منتخب كولومبيا لكرة القدم. أما مع النوادي، فقد لعب مع إنديبندينتي ميديلين ونادي ميلوناريوس.

## وصلات خارجية
- مارينو كلينجر على موقع الاتحاد الدولي (مؤرشف)  (الإنجليزية)
- مارينو كلينجر على موقع قاعدة بيانات كرة القدم.إي يو (الإنجليزية)
- مارينو كلينجر على موقع ناشيونال فوتبول تيمز (الإنجليزية)
- مارينو كلينجر على موقع Soccerway.com (الإنجليزية)
- مارينو كلينجر على موقع عالم كرة القدم.نت (الإنجليزية)